# 電子オルガン

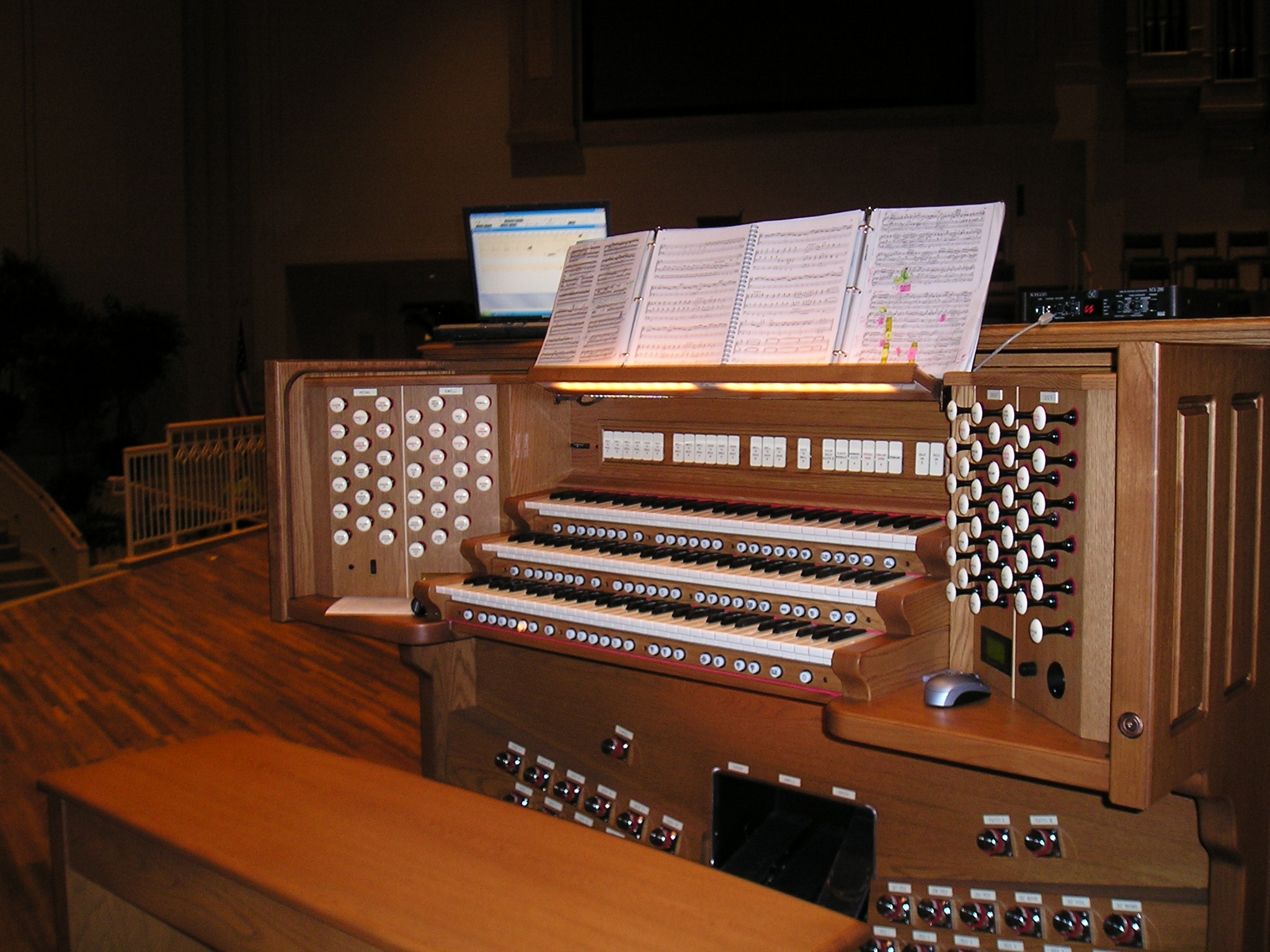
ロジャース社の電子オルガン

電子オルガン（でんしオルガン、英: Electronic organ）は、電子楽器の一種である。鍵盤を操作し、電子回路から発生する信号でスピーカーを鳴らして演奏する。

## 経緯
その開発のアイデアの原点は、パイプオルガン、シアターオルガンに由来している。電子オルガンは、コンボタイプ、チャーチモデル、ホームオルガンなど演奏される音楽や用途によって分類されている。電子楽器として一段型のシンセサイザーやポータブルキーボード、デジタルピアノへの需要が高まる現在でも、多段鍵盤を持ちペダル鍵盤を有する電子オルガンは、需要があり楽器としての一定の評価を得ている。熱心な愛好家も少なからず存在している。
オルガンは元々教会の礼拝用パイプ・オルガンとして発展したが、大型のものは数千本のパイプを投入するため、製作のコストが膨大であり搬送が困難である。この代替楽器として、いわゆる「足踏み式オルガン」、「電動式ハーモニウム」が登場した。足踏み式オルガンは人間の足でポンプを動かして発音用のリードに空気を送る構造になっているが、電動機械の発展に伴い、空気をモーターで送る「電動式オルガン」が開発された。その後、より大音量で多彩な音色発音自体を電気的あるいは電子的に行う楽器の開発がなされ、「電子オルガン」が登場した。
電子オルガンは当初、パイプオルガンやシアターオルガンの形式を引用する形で登場したが、現在では機能や演奏技法、あるいは用途などの点で、独自の進歩を遂げた。ただしその一方で、パイプオルガンの用途を継承する機種も市場規模は小さいものの現在も存続している。
なお「『電子オルガン』と『電気オルガン』は構造自体が異なる」という見解も、ヤマハがチャーチオルガンを作っていた昭和期に、かつてはあった。しかし現在では音源方式が多様化しており、昔ながらの「単純な二分法」は、新しい音源に適した新しい分類方法と必ずしも整合しない。

## 歴史

### 日本国外メーカー

#### 光学式オルガン
1924年、旧ソ連の画家ウラジミール・ロッシーネ (Vladimir Rossiné) は自ら開発した「Optophonic Piano」を個展やイベントで実演した。これはパターンを書いたガラス円盤に光を当てて発振音を得る方式の最初の楽器であり、以降、この 「パターン印刷/走査」方式 を踏襲した電子楽器の開発が進んでいった。
- 1935年、ドイツの楽器メーカーM. ヴェルテ&ゼーネ（ドイツ語版）のエトヴィン・ヴェルテ (Edwin Welte) は、「リヒトゥ・トーン・オーゲル（ドイツ語版）」というサンプリング方式の光学式オルガンを開発した。この製品は、前年登場し好調な売れ行きを示したアメリカ製ハモンドオルガンに対し、ドイツ製ライバル機としてドイツ国内の期待を集めたが、結局、現在一台も残っていない[2][注釈 3]。
- 1936年、アメリカの A.レスティ (A. Lesti) と F.サミス (F. Sammis) は「シンギング・キーボード」(Singing Keyboard) を開発した。この楽器は35 mmフィルムに音を記録、電子回路の速度制御で音程を奏でる事ができ、現在のサンプラーの祖先にあたる。

これ以降も同方式の開発は続いたが、この方式で成功した製品は知られていない。同時期には、他の方式も並行して開発が進められ、その中の幾つかは商業的成功を収めた。

トーンホイール

#### トーンホイール・オルガン
1934年、アメリカのローレンス・ハモンドはハモンドオルガンを開発した。この楽器は「トーンホイール」と呼ばれる、一種の鉄製歯車（歯が波形に相等）を回転させる方式を採用した。

#### 真空管 電子オルガン
1937年、ハモンドは真空管でオーケストラやバンドサウンドを再現できる電子鍵盤楽器「ノバコード」(Novachord) を開発、1939年発売した。 同機は電子発振器と分周回路、フィルターを採用し、計169本の真空管で構成されており、後の電子オルガンやシンセサイザーの先駆けとなった。
- 1938年、アレン（英語版）も同様な方式を使った「電子オルガン」を開発。
- 同年、ハモンドは自動演奏装置を搭載した自動オルガン (Aeolian Hammnd BA) を開発。
- 1946年、アメリカの老舗ピアノメーカー、ボールドウィンが電子オルガンを発売（真空管数37本）[7][注釈 8]。
  - これは1941年Winston E. Knock[7]が開発後、戦争で発売延期となっていた製品。元をたどると1936年頃ドイツでOscar Vierlingと共に開発・試作したネオン管発振式周波数分周オルガンKock Vierling organ[8]の系譜を継ぐ製品で、使用真空管数が極めて少ない点が大きな特徴となっている。
- 1947年、アメリカの老舗オルガンメーカー、ウーリッツァー（英語版）が静電ピックアップ式リードオルガンを生産開始。
  - これはBenjamin F. Miessnerの特許に基づき1934年Frederick Albert Hoschkeが開発・製造したOrgatronを、彼の死後1936年以降エヴェレット・ピアノ・カンパニーが製造していたものを、1946年ウーリッツァーが特許取得し生産した製品[9][10][8]。なおウーリッツァーは1950年代末にトランジスタ式電子オルガンに移行し、本方式製品の販売は1960年代初頭に終了した。
- 1951年頃、同じく老舗オルガンメーカー、エスティ (Estey) が電子オルガンを発売。
  - これは1951年ハラルト・ボーデが開発したBode Organを原型とする製品。ボーデはこの開発の成功を期にアメリカに移住し、同社チーフエンジニア（後に副社長）に就任、1961年AES（英語版）論文でトランジスタ式モジュラー・シンセサイザーを提案して[11]、新しいシンセサイザー時代を切り拓いた[12]。

これ以降、様々なメーカーが電子オルガンを開発・発売していった。

#### ハイブリッド・パイプオルガン
教会用パイプオルガンに電子技術を後付けする「ハイブリッド・パイプオルガン」は1930年代に登場した。
- 1934年、フランスのアビィ・プジェ (Abbé Pujet) がバイプ・オルガンに電子技術を加えた「ラジオ・シンセティック・オルガン」(electroacoustic Orgue Radiosynthétique)[14]を制作しNotre-Dame du Liban de Paris[15]に設置[注釈 10]。

多くの場合、パイプ音高の気温追従性と電子音の安定性の問題があり実用に耐えるものは少なかった。
- 宮城県白石市キューブのオルガンはパイプ音と電子音の複合楽器である。この楽器ではその時の気温のパイプ音高に追従する手動スイッチがあるが段階式である。

### 国内メーカー
- 1955年黒田一郎氏はクロダオルガン国産初の教会用電子オルガン「クロダトーン」を発売。 発音体にリードオルガンのリードを使用し、送風機で常時振動させ、その振動を電子的に拾い、音色を作るフィルター回路と鍵盤接点を経て真空管電子回路で増幅しスピーカーを鳴らした。黒田一郎氏はパイプオルガンにも熱意を燃やしていたが成功した例はない。
- 1958年6月、国産で初めて販売された電子オルガン「日本ビクターEO-4420」（後のビクトロン）が登場した。全真空管方式、マニュアル44鍵2段/ペダル12鍵、販売台数は約50台で、上智大学や同志社高校、教会等に納入された。
- 同年、テスコ スーパエレガン（単音）発売。
- 1959年10月26日、日本楽器がET型電子オルガン（後のエレクトーンの元祖）を発表（マニュアル61鍵3段/ペダル32鍵/使用トランジスタは約3000個)  [16]）
- 1959年12月、日本楽器がエレクトーンD-1型を発売（使用トランジスタ数281個、価格35万円）。1952年の基礎研究開始以来約7年の歳月をかけ、試作を繰り返し改良を重ねた上の製品化だった[17]。
- 1960年、カワイ ドリマトーン/テスコP-1開発。
- 1961年、ソニーが試作電子オルガンを完成させた。
- 1962年、カワイET-4発売。
- 同年、エース電子工業エーストーン・キャナリーS-2（単音）発売。
- 1963年、テクニトーンSX-601発売。
- 1964年、エレクトーンF-1発表。

以降も次々と新機種が発表されていった。

#### 国内の教会用電子オルガンの系譜
1955年黒田一郎氏創業のクロダオルガンも、手作りの教会音楽用アナログ電子オルガン「クロダトーン」のメーカーとして広く知られたが、デジタル化の時代には乗らず、生産終了、その後、アレン、ヨハネス、コンテント、アールボーン等の輸入代理店をしていた。
ヤマハは、1981年にFM音源システムを使用したF-70、F-50、F-30を手始めにチャーチオルガンを本格的に手がけ始め、1989年にAWM音源システムを採用したフラッグシップモデルといえるF-700、1992年にF-300、F-400を発売したものの、チャーチオルガン製作からは撤退した。現在のヤマハはバイカウントの代理店である。

### 技術の進歩

#### ローレンス・ハモンドによる発明
ハモンド・オルガンが開発された時代、既にいくつか実験的な真空管式オルガンが開発されてはいたが、ローレンス・ハモンドは、音源に電子回路を使用せずに物理的にアナログの信号を発生させる機構を用意して、それをスピーカーへと増幅する最後の過程に真空管を使用するという構想を進めた。磁気ピックアップの前に鉄製歯車を設置し、歯車をモーターで回転させると、ピックアップのコイルに交流電流が発生する。回転数一定で歯車の刻みを各種用意すれば、種々の音程を生み出せるようになったのである。この機構は比較的単純で実用に耐える耐久性を提供したが、内部に駆動部と大量の歯車を抱える方式のため小型化や軽量化は難しく、後にトランジスタ製品やLSI製品の普及とともに、人々がもっと軽量な楽器を求めるようになったのも自然な動きであった。しかし当時の基準では、真空管が最低限で済み信頼性も高かったので、第二次世界大戦中から戦後にかけ、アメリカ軍は世界中に礼拝用としてハモンド・オルガンを持参していくこととなった。
なお、ハモンド・オルガンは開発当初、教会や劇場を主要な市場と想定していたので、機能面で教会用オルガンを意識している。しかし音に関しては何かの模倣ではなく、あらゆる音を合成可能な新しい楽器の実現（一種のシンセサイザー）を目指していた。例えばハモンドが1937年開発した真空管式電子楽器ノバコードは、ノブの調整でオーケストラやバンドサウンドと同様な効果を得る事ができた。この楽器は、有名な映画/ラジオ/テレビのサウンドトラック製作に採用され、その後シンセサイザーが登場する1960年代まで第一線で使用された。
1940年代に入ると、電子オルガンの市場は家庭向けやポピュラー音楽用途にも広がり、他のメーカも次々と同様な技術に基づく電子オルガン（ストップ付き）を発売した。

#### ジェローム・マーコウィッツによる発明
ハモンドオルガン（トーンホイール式）の登場後、5年後にそれは登場することとなった。ジェローム・マーコウィッツ(Jerome Markowitz) は電子回路（発振回路）による音源装置の特許を取得し、アレン・オルガンを創業した。真空管の不安定さには依然として問題があったものの、第二次世界大戦中に急激に進展した技術力の恩恵を受け、アレン・オルガンは安定性を得たため、実用的な楽器として広く浸透し、大型のものも作られるように発展した。

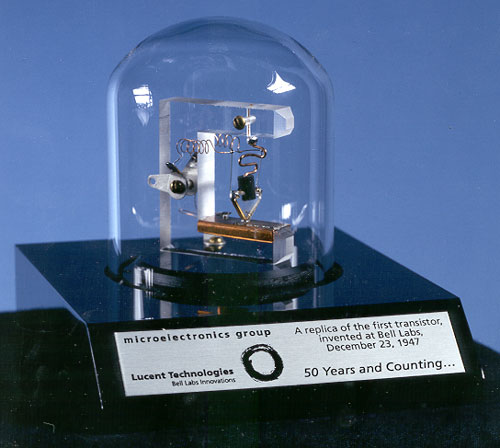
1947年12月23日に発明された最初のトランジスタ（複製品）

#### 真空管からトランジスタへ
不安定で扱いづらい真空管は、第二次世界大戦時に進められた技術によって随分と安定性を持っていたものの、それでも充分な安定性とは言えなかった。
1948年6月30日にAT&Tベル研究所のウォルター・ブラッテン、ジョン・バーディーン、ウィリアム・ショックレーらのグループによりトランジスタの発明が報告され、真空管に代わって電子機器に導入されることとなった。これによって、不安定であった回路をずっと安定したものに仕上げることが可能になり、またずっと小型に仕上げることが可能になった。1958年頃から電子オルガン各社もその採用を進め、徐々に電子オルガンは高機能化し、低価格となった。

#### トランジスタ電子オルガン
1957年から1970年代にかけ、トランジスタを使った安定した低価格な電子オルガンが広く普及し、電子オルガンは全盛期を迎えた。この時期には、バンド向けに軽量化したコンボオルガンや、現在のホームキーボードでおなじみのリズム演奏/コード演奏/自動伴奏といった演奏支援機能を搭載した機種、1970年代のシンセサイザーを取り込んだ機種等が登場した。日本では、文化生活の象徴ともいえるピアノと並んで稽古事のひとつとして、広範な教育普及活動が全国で行われた。

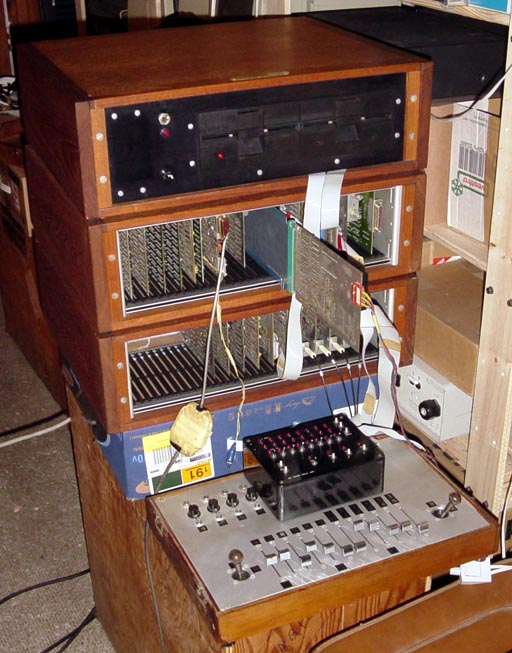
シンクラヴィア I

#### デジタル音源の発明
1957年、ベル研究所のマックス・マシューズが世界最初の音響合成プログラムMUSICを開発した。これがデジタル音源やソフトウェア音源の起源と言われている。MUSICは進化を続け、後継プログラムは世界各地に広がって、信号処理技術や音響合成技術の研究開発に利用された。1967年スタンフォード大学のジョン・チャウニングのFM合成方式もその一つである。1973年ダートマス・ディジタル・シンセサイザーはこのFM合成方式を採用し、後に有名なデジタル音楽ワークステーション シンクラヴィア I（1977年頃）へと発展した。
1960年代半ば、急速に発展した集積回路技術(IC,LSI)の市場拡大を目指していたロックウェル社は、1969年 アレン・オルガンに 世界初のデジタル・オルガンの共同開発を提案した。契約は、ロックウェルが楽器用デジタル技術の開発、回路製作、技術サポートを担当し、アレン側が音楽と楽器のノウハウを提供する、という条件で締結された。こうして1971年に 世界初のデジタル技術による「コンピューター・オルガン」が登場した。アレン・オルガンはデジタル音源技術の独占を狙い、ロックウェルが開発したデジタル音源基本特許を買収した。そして、他のオルガン・メーカやロックウェル自身にまで次々と訴訟を起こし、70年代デジタル楽器開発の大きな障害となった。
一方日本では、1971年ヤマハが楽器用LSIの内製を決断、まずアナログ・シンセサイザーの多声化に取り組み（GX-1〔1975年〕、 CS-80〔1977年〕）、その技術をデジタルと併用したPASS音源（1977年）、完全デジタル の FM音源（1981年、スタンフォード大の特許）、AWM音源（1987年、サンプリング）、VA音源（1993年、物理モデル）といった新しいデジタル音源を次々と開発した。ヤマハはこれら音源技術をポピュラー音楽向けキーボードや低価格なホームキーボードにも応用し、80年代の世界のデジタル楽器市場で大きなシェアを持つに至った。

#### デジタル音源の進化
1970年代、電子楽器の世界でサンプリング音源が登場し、生楽器の音をテープレコーダのように取り込んで演奏する事が可能になった。1980年代には電子オルガンの世界でも同様な技術(PCM音源)が採用され、あらかじめ収録済みのパイプオルガン、オーケストラ楽器、リズム楽器の音の再現に使用された。
1990年代には、高性能で安価なマイクロプロセッサやDSPを駆使したソフトウェア音源が一般に普及しはじめ、電子オルガンでも、それらの技術を内部使用した製品や、完全にソフトウェア化した製品が登場した。

### 「電子オルガン」の分断
デジタル楽器の高度化と普及と共に、電子オルガンは電子楽器の主流の地位を失った。そしてオルガン自体のデジタル化と高度化により、元々存在した「メーカ毎の楽器の系統の違い」が顕著化した。
現在では「電子オルガン」という共通カテゴリの下で、三種類以上の 全く別の楽器 が並存する状況になっている。
- ハモンド・オルガン派生楽器
  - クローンホイール・オルガン（サンプリング, モデリング等）
  - コンボオルガン発展形 ⇒ Clavia Nord Electro、等
- パイプ・オルガン派生楽器
  - 教会用デジタル・オルガン（サンプリング, モデリング）
  - ハイブリッド・パイプオルガン
  - ソフトウェア・パイプオルガン ⇒ Hauptwerk（サンプリング）、等
- その他、各種の電子オルガン
  - 家庭用オルガン発展形   ⇒ 家庭用デジタルオルガン、ホームキーボード
  - シアター・オルガン発展形 ⇒ Wersiのワークステーション系オルガン、等

## 電子オルガンと電気オルガンの違い
実際にはどちらも「電子オルガン」（Electronic organ）と呼ばれる事が多い。ただし、ごく一部（教会やクラシック音楽分野の一部）では「『電子オルガン』と『電気オルガン』は構造自体が異なっており厳密に区別すべき」だとする昔ながらの説が残っていた。本質的相違を無視して無理に「二元論」の枠組みに当てはめた「簡易分類」に過ぎない。特に音源方式の多様化した今日では、明らかな適用限界がある。
例えば、現在の教会用デジタル・オルガンの多くは、サンプリング音源を使用している。

1930年代の光学式オルガンは、一種の光学ディスクを使ってサンプルの再生をしており、現在のサンプリング音源の祖先に当たる。

しかし下記の電気オルガンに関する説明は、大きく二つの問題を抱えている。
1. サンプリング音源の祖先である光学式オルガンを、なぜか「電気オルガン」に分類しようとしている点

 (1)「光学」要素の不自然な無視
 [注釈 17]
 、(2)過度の単純化による「電気」への帰着
 [注釈 18]
 という、この説の抱える典型的な問題点が表出している。
2. 光学式オルガンと同様、サンプリング音源を使うデジタルオルガンについて、明確な判断を避けている点

 どちらのオルガンも、電子的発振回路は音出力ではなく記録情報の再生にしか使用しておらず、他方、音色の制御には多少なりとも電子回路を使用している。また現行のサンプリング音源におけるストリーミング再生では、光ディスクと同様な機械であるハードディスクから信号を直接再生している。実装方式には多少の相違があるにせよ(アナログ/デジタル)、現在最も重視される「情報処理方式」の観点では、両方とも「記録済みサンプル再生」をする同じ情報処理方式の楽器である。

したがって下記の解説は、歴史的な「過去の観点」として参考する程度に留めておくべきだろう。

### 電子オルガン
原則として、発振機能やリアルタイムでのサンプリング音声の読み出し、音色の制御機能が電子回路で成立している方式を指す。したがって発音機構に、トーン・ホイールや光ディスクを持たないもの、という定義も可能である。ただし回転スピーカーや内部のメモリにCD等の光ディスクやハードディスクから読み込む物については定義の対象外とされている。

### 電気オルガン
一般的には初期のハモンド・オルガンB-3, C-3などに代表されるトーン・ホイール方式や、回転するガラス円盤から波形を走査する様な機械駆動の構造が存在する発音方式を指す。トーン・ホイールにこだわったPARI.E K-61が「現役の電気オルガン」だが、稼働している楽器は多くない。現役で稼働しているハモンドオルガンはハモンドスズキによるクローンがほとんどのため、クローンホイール電子オルガンとして分類される場合がある。

### 電動オルガン
パイプ・オルガンや足踏み式オルガンの送風機能を機械化したオルガンを電気オルガンと称する場合があるが、こちらは構造から命名された「電動(式)オルガン」(Electric blow)という名称が存在する。電動オルガンも当然のごとく進化し続けており、かつては鍵盤を押したまま電源を急に切るとエアー排出ノイズとしてグリッサンド音が響く仕様もあった(ルーカス・フォス作曲Four Étudesの最終曲を参照)が、現在はこれはできない。

### 販売終了した国産電子オルガン
- ベネディクト（日本オルガン）- デジタル音源の素晴らしさは電子オルガンに多大なる恩恵を与えたが、音質が随分と良質になってきた現代の電子オルガンにとって、本物のパイプ・オルガンこそにある各ストップの個性的で表情豊かな味わいや、調律・整音の不正確さから発生する質感などが非常に薄れたことは、業界全体において旧来から指摘されてきたことである。それに対応すべく、打鍵に対する発音のタイミングや調律をストップごとに不正確に設定できる機能が現代の電子オルガンにおいては一般的なものとなっている。このベネディクトオルガンでは、それよりももっと異なったアプローチによって、アナログな味わいを生み出す新しい効果を実現している珍しい存在であった。「高級オーディオ」相当のアンプとスピーカーにより、非常に高い臨場感他の音質を作り上げていた。音色はバロックオルガンとロマンオルガンの独立した2基の音源を搭載、充分な価値の高さを有していた。例えば、低いゲダクト（木製閉管）においては、そこから生まれる低い風の音や高音の雑音には他製品で聴かれないリアリティがあり、また古めかしいリード管は憂いを含んだ響きがあり、バロック音楽におけるソロ使用では従来の電子オルガンには求められなかった深い雰囲気づくりに成功していた。足鍵盤における低音では、低くなればなるほど基音がよく認識され得ないような微妙な現象も、本物のパイプ・オルガンどおりに再現されていた。現代の電子オルガンに標準装備されているような付加機能は最初から付いていないが、木製手鍵盤が標準であり、楽器として必要な要素から優先的に妥協なく求めて設計されていた。多少割高であっても、音質は評価が高く特徴的でバロック向きの優秀な楽器としてアールボーンと並んで評されてきた。2005年以降、生産が中断されていたが2009年後半から日本オルガン（株）に技術移管となり同社のオリジナルブランドとして再登場の運びとなったものの、2017年で開発終了。
- ドリマトーン（河合楽器製作所）- カワイが所有するホームタイプ電子オルガンの登録商標。国内メーカーによるホームタイプ電子オルガンとして、エレクトーンやミュージックアトリエとともにその開発のアイデアの元祖は、パイプオルガンとシアターオルガンに由来している。当初、教育用や、娯楽的意図が強かったが、より芸術的な表現に対応できるよう開発が続けられた。旧来より、主要機種にはドローバーが搭載されているのも特徴となっている。2016年で開発終了。
- クロダトーン（クロダオルガン）
- エミリオン（ブラザー工業）
- テクニトーン（松下電器産業）
- ビクトロン（日本ビクター）

## 主要メーカー

### アレン・オルガン
アレン・オルガン・カンパニーは電子オルガンではパイオニア的存在の老舗メーカーである。ジェニシス・シリーズでは、全ストップをクラシック/英国風カテドラル/フレンチ・ロマンティック/バロックの4種類に自在に切り換えして使用することが可能な画期的な装備を持つため、実際の総ストップ数の4倍の音色（音源）を搭載する。低音に64'(32'と21 1/3'との差音効果による擬似的な64')を装備する珍しい仕様で、最大では5段手鍵盤101ストップ×4仕様まである。
価格帯はかなり高額なため個人宅では購入が難しいものの、ホコリの入らない構造や、鍵盤の非接触式発音機構（故障しにくく耐久性が高い）、そしてストップ数の多さや、修理部品の保存期間の長さ、音色に対する研究の深さが根強い支持を得ており、多くの教会や施設に搬入されている。各ストップは詳細に整音が可能であるが、メーカー技術者が出張にて端末から行うため、自分で調整することはできない。
パイプ・オルガンの設置されていないホールにおける管弦楽団との共演などでも、アレンを持ち込んだ本格的な演奏が世界的指揮者と共に行われた実績が多く、それは業界での信頼に裏打ちされている。
本物のパイプ群を増設することも可能。日本での設置例は少ないが、欧米では年々増加している。2018年で日本総代理店パックス・アーレンは大阪市中央区玉造に移転した。

### アールボーン
アールボーン・オルガンはオルガニストを目指して専門的に学ぶ人たちにとって世界的に支持の高いメーカーで、指導者から勧められることも多い。その理由の中でも、バロック様式のストップの再現性に特別の熱意が掲げられていることと、楽器としての性能・設計の高さが挙げられる。オルガンを専門的に学ぶには、バロック時代のレパートリーとの付き合いは切っても切れないものであり、それらの時代の作品を本格的なバロック指向の音色で練習したいという願いを満たすことをメーカーは切に願って設計している。
音色の指向とストップ構成の傾向のせいで、これまではバロック時代やドイツもの以外の作品の演奏には不向きという大きな欠点があったものの、最近の機種においてはそれを打開し、差し替え用ストップを多数持つことで、演奏・練習する作品の時代性に合わせてストップの音色を個別に変更できるという特長を得ており、広い時代のレパートリーにも対応できるようになった。従来からのドイツでのストップ構成の他に、イギリスやアメリカ向けの製品では、ストリング系のストップを備えるなど、それぞれの文化に融通を効かせた展開をしている。更に、何より特筆すべき機能として、打鍵ニュアンスに反応して本物のパイプ・オルガンのように発音が微妙に変化する（やり過ぎない微妙な程度）仕様は、長年の専門家たちが電子オルガンに望んできた最上の機能であり、現在世界で販売されている電子オルガンの中で唯一の機能である。また、タッチによってどの程度発音が影響を受けるかストップごとの設定が可能であり、また、ストップごとの音量にはじまって、鳴り出し、鳴り止み、微妙な調律誤差、スケーリング、音の明るさなどの整音が自分ででき（座ったままでリモコンから）、その設定をフロッピーに保存もでき、初期設定に戻すことも簡単にできる。
特にフランスものを弾く際に必ず問題となる手鍵盤の配置の違いについては、操作によって発音する段を入れ替え、フランス式などに変更することも可能という融通の広さを持つ。また、実際のパイプ・オルガンの演奏台では、足ピストンの仕様が、次のコンビネーションへと進む「シーケンス式」と、配置による「多重記憶式」とがあるが、その切り替えが奏者自身によって簡単にでき、本番前に演奏予定先のオルガンを具体的にシミュレーションしながら練習を積むことが可能である。
その他、数多くの古典調律への切り換えもでき、クレッシェンド・ペダルやテュッテイ・ピストンの奏者によるプリセットも可能で、演奏の可能性は限りなく大きい。また、実際の教会における使用にも充分な効果を発揮し、多チャンネルのスピーカー環境を構築すれば、左右だけでなく、上下方向、前後方向にも音源が散らばった立体的なパイプ配置が実感でき、しかもパイプの立体的な配列デザインをストップごとに設定することまででき、機能の限りと音質を求めている支持の高いメーカーとして、教会をはじめとして個人宅などにも多数納入されている。
本物のパイプ群をオプションで連動させることもできる。

### バイカウント
バイカウント楽器は現在ヤマハが日本総代理店である。リニューアルで今は安くない標準的な教会用電子オルガンである。演奏台としての機能はごく一般的なもので、スウェル・ペダルにクレッシェンド・ペダルも併設されており、また時代や国ごとの様式に偏らない普遍的な音色であるため、広く使用が可能である。本物のパイプ群をオプションで連動させることも充分にできる。

### ヤマハ
エレクトーンは、ヤマハの保有するホームタイプ電子オルガンの登録商標で、2019年末時点での累計販売台数は約500万である。
その開発のアイデアの元祖は、パイプオルガンとシアターオルガンである。教育用や、娯楽的意図の強い路線の楽器が主流であったが、近年、より芸術的な音楽に対応できるよう開発が進められ、オペラやバレエ、ミュージカルなどの分野でも活用される場面も増えてきている。以前に見られたパイプ・オルガンの代用品としての機種は、現在は見られなくなっており、JOCジュニアオリジナルコンサートにおいても登場する機会にあまり恵まれなかった。ペダルはハモンドB-3と同じ2オクターブのため、チャーチオルガンとしての性能はない。詳しくはエレクトーンを参照。
YCシリーズは、長らくカタログから消えていたが2020年5月にステージキーボードシリーズとして販売再開。現在のYCシリーズは「キーボード」であり、電子オルガンとしての機能は持ち合わせていないので、ここでは詳細を割愛する。

### 鈴木楽器製作所
鈴木楽器製作所の電子オルガンは、主に学校用に開発され、「スズキ教育用オルガン」として知れ渡っている。キャスターやフタ緩衝装置の装備、ホルムアルデヒド発散量がもっとも少ない木材を使用し、安心・安全に配慮した設計となっている。

### コンテント
コンテント・オルガンはストップ数や機能の割に価格が安く抑えられており、そして低コストの電子オルガンの中では、他社に比べ割に新しい音源を使用しているせいで音質がリアルで、業界では評価が高い。
設定が変更できるものの、デフォルトの状態では、足鍵盤の反応の遅い実際の欧州に見られるオルガンをモデルに設計してあり、初心者にはそのままでは扱いづらいが、実際の欧州におけるオルガンを本格的に目指した高い指針を根底に設計されている。
まだ日本では一般に触れる機会の少ないメーカーであるものの、低価格性と音質とを兼ね備えたメーカーとして現地では広く知られ、家庭用から施設まで広い納入実績がある。
イミテーションのパイプをオプションで設置できるが、風は発生しない。日本の総代理店は神奈川県川崎市にある日本コンテントオルガンで、CONTENT ORGAN JAPAN AGENCYとしてコンテント本店から正式にCompact 224のみ委託されている。

### ハモンド・オルガン
当初はパイプ・オルガンの代用品として世に現れ、世界中で礼拝などに活躍した楽器であったが、その特徴的な音色が愛され、よりパイプ・オルガンに迫った音源が現れるようになっても、従来のハモンド・トーンは世界からニーズが尽きることはなく、今でもその独特の音を受け継いで製造され続けている。
かつてはバッハのオルガン作品の楽譜に、ハモンド・オルガンのレジストレーションが記されていたこともあったが、今日パイプ・オルガンの代用品として使用されることはなく、特にSKシリーズはクラシック音楽以外で活躍している楽器である。
ハモンドB-3のペダルは2オクターブのため、チャーチオルガンとしての性能はない。かつてはペダルを2.6オクターブにしたチャーチモデル・ハモンドRT-2が発売されていた。詳しくはハモンド・オルガンを参照。

### ホフリヒター
ホフリヒターオルガン有限会社は、少なくとも2006年から日本で使用されているメーカーである。
ブロック・オルガンシリーズでは、オルガニストが演奏ツアーなどで持ち運びできることも念頭に置いて設計され、簡単に分解して一般的な乗用車に載せられる仕様になっている。ブロック・オルガンのシリーズなら、ストップ数の割に、これまでにない省スペースを実現しているので、比較的スペースの限られた日本家屋においても広く納入されている。また教会でもかなり設置されている。また、他に類のない低価格ながら、各ストップには2種類の音源が用意されているという充分な設計で、バロック系とロマン派（フランス）系とで切り換えできるため、非常に広い作品に適している。ペダルは適用できない。
低価格で人気の高いブロック・オルガンのシリーズでは、3段手鍵盤の機種もあり、予算的に他社製品では3段鍵盤が無理な場合であっても、このシリーズであれば3段手鍵盤が叶う価格設定がされている。価格と外観の割に、音質には高いこだわりを求めたメーカーで、低価格性と音質とを兼ね備えたものとしては評価は高い。コスト・ダウンも兼ねてアンプとスピーカーは内蔵していないため別途接続する必要がある。一般的な家庭用のオーディオを使うことでそれは一応満たされる。但し、その音質は、使用するアンプやスピーカーに依存するため、環境によっては悪くなることもあるが、充分な環境で増幅した際には、演奏に充分な高音質を得ることができる。代理店では外部アンプスピーカー数種（個人宅用からホール用まで）を自社製作しておりその音質は非常に評価が高い。
人気の高いブロック・オルガンのシリーズは、趣味の層や学生などに人気が非常に高く、個人宅や出前演奏に使用されることが多い。本物のパイプ群をオプションで付けられる仕様はない。一般的コンソールタイプではCapella（カペラ）シリーズ他がある。

### ローランド
ミュージック・アトリエは、ホームタイプ電子オルガンの登録商標。国内メーカーによるホームタイプ電子オルガンとして、エレクトーンやドリマトーンとともにその開発のアイデアの元祖は、パイプオルガンとシアターオルガンに由来している。パイプ・オルガンの代用品として使用されることを目的としてはいない。エレクトーンやドリマトーンに比べ外面が木目を基調とした往年のローリー・オルガンほかのオルガンのスタイルを踏襲しているのも特徴である。ただし、ほとんどのモデルはすでに販売を終了しており、現在入手可能なものはコンボオルガンの在庫分のみである。

### ロジャース
ロジャース楽器の日本総代理店は河合楽器製作所である。創業60年を迎えた。日本では神慈秀明会へ納入されているメーカーである。

### マーシャル・アンド・オグレツリー
マーシャル・アンド・オグレツリーは、キャメロン・カーペンターが同社の看板アーティストである。カーペンターは、「現代人のためのペダル鍵盤はFからDまでの46鍵にまで拡張が可能」と主張している。この指摘を受け、GからCまでのペダルの拡張に成功した世界初のヴァーチャルオルガンである。

### ヨハンヌス
ヨハンヌスオルガン製作所は標準的な仕様のオルガンを創っていたメーカーであったが、最近ではシリーズも多くなって多角的なニーズに応じることのできるメーカーへ変わった。輸入販売を河合楽器製作所が行っている。河合楽器製作所が採用している名称はヨハネスである。

### そのほかのメーカー
Eminent, Makin, Wyvernなどが知られている。

## 主な電子オルガン奏者

### 海外
- キャメロン・カーペンター
- アラン・プライス（元アニマルズ）
- マシュー・フィッシャー（プロコル・ハルム）
- アル・クーパー
- エルトン・ジョン
- ケン・ヘンズレー（ユーライア・ヒープ）
- レイ・チャールズ
- ジミー・スミス（オルガン・ジャズ）
- ブッカー・T・ジョーンズ（ソウル）
- スプーナー・オールダム（ソウル）
- ジョン・ロード（ディープ・パープル）
- キース・エマーソン
- ミラン・ウィリアムズ（コモドアーズ）
- ハリー・ウエイン・ケイシー
- ビル・ドゲット
- ベイビー・フェイス・ウィレット
- ブラザー・ジャック・マクダフ
- ジミー・マクグリフ
- リチャード・グルーブ・ホルムズ
- ヘクター・オリベラ

### 日本
- 橘ゆり（『11PM』でもオルガン演奏）
- 熊埜御堂可奈子
- 中村幸代
- 上原ひろみ
- 西岡奈津子
- 西山淑子
- さいとうりょう
- 仁戸田江美子
- 林アキラ
- 平沼有梨
- 内海源太
- 山口綾規
- 三原善隆
- 松田昌
- 松本淳一
- 安井正規
- 齋藤英美
- FUNKY FOX
- 岩内佐織
- 柏木玲子
- 小寺久美子
- 高田和泉
- 平部やよい
- 廣田奈緒子
- 松本玲子
- 赤塚博美
- 天野裕子
- 海津幸子
- 久米詔子
- 下村真有美
- 三輪あずさ